# Doleschalla maculifera
Doleschalla maculifera là một loài ruồi trong họ Tachinidae.